# Renren
Renren (人人网S) è un social network diffuso principalmente in Asia (Cina e Giappone) ma anche in America.

## Storia
Il sito è stato creato l'8 dicembre 2005.
Nel maggio 2011 il suo successo è stato tale da permetterne una quotazione in borsa, anticipando in questo il "rivale" occidentale Facebook. 
La valutazione complessiva si attestò intorno ai 7,5 miliardi di dollari. Per riferimento Facebook, che entrerà in borsa solo l'anno successivo, era valutato all'incirca 100 miliardi di dollari. 
Il sito è disponibile solo in lingua cinese. Lo stile grafico è minimalista, con pagine principalmente bianche e temi blu, che ricordano molto lo stile di Facebook. Anche per questo motivo viene spesso considerato un clone del famoso social network americano.